# Пушка у цик зоре
„Пушка у цик зоре” је југословенски ТВ филм из 1981. године. Режирао га је Петар Шарчевић а сценарио је написао Иво Штивичић

## Улоге
| Глумац             | Улога |
| ------------------ | ----- |
| Илија Ивезић       |       |
| Драган Миливојевић |       |
| Влатко Дулић       |       |
| Томислав Ралиш     |       |
| Душко Гојић        |       |
| Мирко Швец         |       |
| Ивица Катић        |       |
| Борис Бузанчић     |       |
| Зденка Марунчић    |       |
| Перица Мартиновић  |       |
| Жарко Савић        |       |
| Емил Глад          |       |
| Зоран Гргић        |       |
| Владимир Пухало    |       |
| Миро Шегрт         |       |
| Ксениа Прохаска    |       |
| Златко Црнковић    |       |
| Ратко Буљан        |       |
| Круно Валентић     |       |

Остале улоге ▼
| Глумац             | Улога |
| ------------------ | ----- |
| Драго Митровић     |       |
| Данко Љуштина      |       |
| Томислав Борић     |       |
| Јурица Дијаковић   |       |
| Људевит Галић      |       |
| Иван Ловричек      |       |
| Олга Пивац         |       |
| Маја Шарчевић      |       |
| Ива Валентић       |       |
| Антун Врбенски     |       |
| Стјепан Редер      |       |
| Звонимир Гербавец  |       |
| Звонимир Хабијанец |       |
| Иван Андроја       |       |
| Иван Пинцетић      |       |
| Данило Попржен     |       |
| Драган Сучић       |       |
| Данило Попржен     |       |